# Hnativka, Țarîceanka
Hnativka (în ucraineană Гнатівка) este un sat în comuna Mîhailivka din raionul Țarîceanka, regiunea Dnipropetrovsk, Ucraina.

## Demografie
Componența lingvistică a localității Hnativka
     Ucraineană (97,2%)
     Rusă (2,8%)
Conform recensământului din 2001, majoritatea populației localității Hnativka era vorbitoare de ucraineană (97,2%), existând în minoritate și vorbitori de rusă (2,8%).